# Zsolt Azari
Zsolt Azari (ungarisch Azari Zsolt; * 30. August 1986 in Dunaújváros) ist ein ungarischer Eishockeyspieler, der seit 2022 erneut bei Dunaújvárosi Acélbikák spielt und in der zweiten Mannschaft des Klubs in der zweitklassigen ungarischen Andersen Liga auf dem Eis steht. Daneben ist er seit 2021 Teammanager der ersten Mannschaft, die in der Ersten Liga spielt.

## Karriere
Zsolt Azari begann seine Karriere als Eishockeyspieler in der Jugend von Dunaújvárosi Acélbikák in seiner Geburtsstadt, für dessen Profimannschaft er in der Saison 2003/04 sein Debüt in der Ungarischen Eishockeyliga gab, nachdem er bereits im Jahr zuvor in der Interliga zum Einsatz gekommen war. Mit Ausnahme eines kurzen Abstechers zum HK Ružinov 99 Bratislava in die Slowakei Anfang 2006 verbrachte er die nächsten zwölf Jahre bei seinem Stammverein. Nachdem er mit seiner Mannschaft bereits 2003, 2004, 2008 und 2009 ungarischer Pokalsieger geworden war, konnte er mit Dunaújvárosi Acélbikák 2012 und 2013 die MOL Liga und 2013 auch erstmals den ungarischen Meistertitel erringen. Auch 2014 wurde er mit seiner Mannschaft ungarischer Landesmeister. Im November 2015 wechselte er zum KH Sanok in die polnische Ekstraliga, wo er die Spielzeit beendete. Anschließend kehrte er nach Dunaújváros zurück. 2021 wechselte er zu den Worm Angels in die zweitklassige ungarische Andersen Liga, kehrte aber bereits nach einem Jahr zu seinem Stammverein zurück, bei dem er nunmehr in der zweiten Mannschaft ebenfalls in der Andersen Liga spielt.

### International
Für Ungarn nahm Azari im Juniorenbereich an den U18-Weltmeisterschaften der Division II 2003 und 2004 sowie den U20-Junioren-Weltmeisterschaften der Division I 2004 und 2006 und der U20-Weltmeisterschaft der Division I 2006 teil.
Bis er im Seniorenbereich erstmals für eine Weltmeisterschaft nominiert wurde, dauerte es allerdings bis 2014, als er für die Magyaren in der Division I antrat.

## Funktionärstätigkeit
Bereits während seiner Spielertätigkeit war Azari 2020/21 als Assistenztrainer der U21 von Dunaújvárosi Acélbikák tätig. Seit 2021 ist er Teammanager der ersten Herren-Mannschaft des Klubs in der Ersten Liga. Im Januar 2022 als Nachfolger von Leo Gudas vorübergehend Chefcoach des Vereins, kehrte aber zur neuen Saison auf den Posten des Teammanagers zurück.

## Erfolge und Auszeichnungen
- 2003 Ungarischer Pokalsieger mit Dunaújvárosi Acélbikák
- 2004 Ungarischer Pokalsieger mit Dunaújvárosi Acélbikák
- 2005 Aufstieg in die Division I bei der U20-Junioren-Weltmeisterschaft der Division II, Gruppe B
- 2008 Ungarischer Pokalsieger mit Dunaújvárosi Acélbikák
- 2009 Ungarischer Pokalsieger mit Dunaújvárosi Acélbikák
- 2012 Gewinn der MOL Liga mit Dunaújvárosi Acélbikák
- 2013 Gewinn der MOL Liga mit Dunaújvárosi Acélbikák
- 2013 Ungarischer Meister mit Dunaújvárosi Acélbikák
- 2014 Ungarischer Meister mit Dunaújvárosi Acélbikák

## MOL-/Erste-Liga-Statistik
(Stand: Ende der Saison 2020/21)